# Fractura de Toddler
La fractura de Toddler, también llamada fractura de los primeros pasos, es una fractura ósea propia de los niños de menos de tres años que afecta al tercio inferior de la diáfisis de la tibia y suele producirse tras un pequeño traumatismo a veces banal. Los niños afectados presentan como síntoma principal dificultad para la deambulación, a veces se detecta un punto doloroso localizado en la tibia durante la exploración médica. Es habitual que no se aprecie línea de fractura en las radiografías iniciales, por lo que el diagnóstico puede demorarse.

## Descripción
La fractura de Toddler posee unas características específicas, afecta al tercio distal de la tibia en el 95% de los casos, tiene un patrón espiral u oblicuo y no existe separación de fragmentos óseos, suele ocurrir después de un traumatismo de baja energía, a veces con un componente de rotación. En la radiografía puede observarse una línea de fractura muy fina, que se ha descrito en ocasiones como "en línea de pelo" por ser tan minúscula como un cabello. Por ello frecuentemente no es visible en las radiografías iniciales y el diagnóstico puede tardar en confirmarse hasta dos semanas, cuando se forma el callo óseo.